# Lista de membros da Royal Society eleitos em 1901
Esta é uma lista de Membros da Royal Society eleitos em 1901.

## Fellows
- James Mansergh (1834–1905), engenheiro civil
- Franz Leydig (1821–1908), zoólogo e anatomista comparativo alemão
- William Watson (1868–1919)
- Sir Wilhelm Philipp Daniel Schlich (1840–1925), engenheiro florestal nascido na Alemanha
- Sir Henry Bradwardine Jackson (1855–1929), oficial da Marinha Real, pioneiro na tecnologia sem fio navio a navio
- Oldfield Thomas (1858–1929), zoólogo
- Sir Ronald Ross (1857–1932), médico laureado como o Nobel por seu trabalho sobre malária
- John Walter Gregory (1864–1932), geólogo e explorador
- Alfred William Alcock (1859–1933), médico, naturalista e carcinologista
- Hector Munro Macdonald (1865–1935), matemático escocês
- Arthur Smithells (1860–1939)
- Sir Frank Dyson (1868–1939), Astrônomo Real
- Sir Arthur Evans (1851–1941), arqueólogo
- Sir Arthur Smith Woodward (1864–1944), paleontologista
- Sir William Cecil Dampier (1867–1952), cientista, agriculturista e historiador da ciência
- Sir Charles James Martin (1866–1955), biologista